# Nicholas Gargano
Nicholas (Nicky) Gargano (* 1. November 1934 in West Ham; † 28. März 2016 in West Clandon, Surrey) war ein britischer Boxer. Er war Europameister der Amateure 1955 und Gewinner einer Bronzemedaille bei den Olympischen Spielen 1956 jeweils im Weltergewicht.

## Werdegang
Nicky Gargano begann 1948 im Eton Manor Boy’s Club mit dem Boxen. Später wechselte er zum Covent Gardens Amateur Boxing Club (ABC). Als junger Mann trat er in die britische Armee ein und konnte dort gezielt trainieren.
1954 wurde Nicky Gargano erstmals englischer Meister (ABA-Champion) der Amateurboxer im Halbweltergewicht. Im gleichen Jahr startete er auch bei den 5. Empire and Commonwealth Games in Vancouver und siegte dort im Halbweltergewicht vor Rod Litzow, Australien und Hendrik van der Linde aus Südafrika.
Im Jahre 1955 gewann der die englische Meisterschaft im Weltergewicht. Bei der sich anschließenden Europameisterschaft der Amateurboxer in Berlin siegte er über Arko Sardarjan aus Bulgarien, den deutschen Favoriten Günther Heidemann, Pavle Sovljanski aus Jugoslawien und Hippolyte Annex aus Frankreich jeweils nach Punkten und wurde damit Europameister.
1956 wurde Nicky Gargano zum dritten Mal in Folge englischer Meister und vertrat Großbritannien bei den Olympischen Spielen in Melbourne im Weltergewicht. Er siegte dort über Eduard Borisow aus der UdSSR und Francesco Gelaberti aus Italien jeweils nach Punkten. Im Halbfinale traf er auf den starken Rumänen Nicolae Linca, gegen den er nach Punkten verlor und damit den Einzug in das Finale verpasste. Er gewann jedoch die Bronzemedaille.
Die internationale Laufbahn von Nicky Gargano beschränkte sich auf die drei Jahre 1954 bis 1956, denn nach den Olympischen Spielen 1956 startete er, obwohl erst 22 Jahre alt, bei keiner internationalen Meisterschaft mehr. Er wurde auch nie Profiboxer. Insgesamt absolvierte er in seiner Karriere 197 Kämpfe mit 190 Siegen.

## Internationale Erfolge
(OS = Olympische Spiele, EM = Europameisterschaft, Hw = Halbweltergewicht, We = Weltergewicht, damals bis 63,5 kg bzw. 67 kg Körpergewicht)
- 1954, 1. Platz, British Empire- and Commonwealth-Games in Vancouver, Hw, vor Rod Litzow, Australien und Hendrik van der Linden, Südafrika;
- 1955, 1. Platz, EM in Berlin, We, mit Siegen über Arko Sardarjan, Bulgarien, Günther Heidemann, BRD, Pavle Sovljanski, Jugoslawien u. Hippolyte Annex, Frankreich;
- 1956, Bronzemedaille, OS in Melbourne, We, mit Siegen über Eduard Borisow, UdSSR u. Francesco Gelaberti, Italien u. einer Niederlage gegen Nicolae Linca, Rumänien

## Länderkämpfe
- 1953 in Glasgow, Schottland gegen England, Hw, Punktsieger über J. Darroch,
- 1954 in Mailand, Italien gegen England, We, Punktsieger über Francesco Pinto,
- 1955 in London, England gegen Irland, We, Punktsieger über B. Ingle,
- 1955 in London, England gegen USA, We, Punktsieger über Joe Dorando,
- 1955 in London, England gegen USA, We, Punktsieger über Walter Sabbath,
- 1955 in London, London gegen Berlin, We, Punktsieger über E. Simon

## Englische Meisterschaft (ABA-Championship)
- 1954, 1. Platz, Hw,
- 1955, 1. Platz, We,
- 1956, 1. Platz, We